# Chone (kanton)
Chone – kanton w prowincji Manabí, w Ekwadorze. Stolicą kantonu jest Chone.